# Malvernia
Malvernia ist ein kleiner Ort in Mosambik an der Grenze zu Simbabwe. Er liegt an der Eisenbahnlinie nach Maputo und hat deswegen lediglich bahntechnische und grenzpolitische Bedeutung. Das Umland ist semiarid und sehr dünn besiedelt.